# Az Hauteville-i-házi uralkodók családfája
A normann eredetű Hauteville-i-házból származó uralkodók a középkorban jelentős szerepet játszottak a Szicíliai Királyság, a dél-itáliai grófságok, illetve hercegségek, valamint a Közel-Kelet keresztes (avagy latin, illetve frank) államainak történetében. A családfa a fontos kapcsolódásokat is bemutatja.

## A családfa
|  |  |                                                                                   |                                                                                   |                                                                                   |                                                                                   | | | | | | | | | | |  |  | | | | | | |  |  | | | | | | |  |  |                                                                                             |                                                                                             |                                                                                             |                                                                                             |                                                                                             |                                                                                             | | | | | | | | | | | | | | |                                                                |                                                                |                                                                |                                                                |                                               |                                               |                                                                                             |                                                                                             |                                                                                             |                                                                                             | | | | | | | | | | |  |  |                                                                               |                                                                               |                                                                               |                                                                               |                                                                               |                                                                               |  |  | | | | | | |  |  |                                                       |                                                       |                                                       |                                                       |                                                       |                                                       |  |  |  |  |  |  |  |  |  |  |  |  |  |  |  |  |  |  |  |  |  |  |  |  |  |  |  |  |  |  |  |  |  |  |  |  |  |  |  |  |  |  |  |  |  |  |  |  |  |  |  |  |  |  |
|  |  |                                                                                   |                                                                                   |                                                                                   |                                                                                   | | | | | | | | | | |  |  | Hauteville-i Tankréd (980 körül-1041), normann nemes, feltehetően Hauteville-la-Guichard ura                                                               | | | | | |  |  | | | | | | |  |  |                                                                                             |                                                                                             |                                                                                             |                                                                                             |                                                                                             |                                                                                             | | | | | | | | | | | | | | |                                                                |                                                                |                                                                |                                                                |                                               |                                               |                                                                                             |                                                                                             |                                                                                             |                                                                                             | | | | | | | | | | |  |  |                                                                               |                                                                               |                                                                               |                                                                               |                                                                               |                                                                               |  |  | | | | | | |  |  |                                                       |                                                       |                                                       |                                                       |                                                       |                                                       |  |  |  |  |  |  |  |  |  |  |  |  |  |  |  |  |  |  |  |  |  |  |  |  |  |  |  |  |  |  |  |  |  |  |  |  |  |  |  |  |  |  |  |  |  |  |  |  |  |  |  |  |  |  |
|  |  |                                                                                   |                                                                                   |                                                                                   |                                                                                   | | | | | | | | | | |  |  | | | | | | |  |  | | | | | | |  |  |                                                                                             |                                                                                             |                                                                                             |                                                                                             |                                                                                             |                                                                                             | | | | | | | | | | | | | | |                                                                |                                                                |                                                                |                                                                |                                               |                                               |                                                                                             |                                                                                             |                                                                                             |                                                                                             | | | | | | | | | | |  |  |                                                                               |                                                                               |                                                                               |                                                                               |                                                                               |                                                                               |  |  | | | | | | |  |  |                                                       |                                                       |                                                       |                                                       |                                                       |                                                       |  |  |  |  |  |  |  |  |  |  |  |  |  |  |  |  |  |  |  |  |  |  |  |  |  |  |  |  |  |  |  |  |  |  |  |  |  |  |  |  |  |  |  |  |  |  |  |  |  |  |  |  |  |  |
|  |  |                                                                                   |                                                                                   |                                                                                   |                                                                                   | | | | | | | | | | |  |  | | | | | | |  |  | | | | | | |  |  |                                                                                             |                                                                                             |                                                                                             |                                                                                             |                                                                                             |                                                                                             | | | | | | | | | | | | | | |                                                                |                                                                |                                                                |                                                                |                                               |                                               |                                                                                             |                                                                                             |                                                                                             |                                                                                             | | | | | | | | | | |  |  |                                                                               |                                                                               |                                                                               |                                                                               |                                                                               |                                                                               |  |  | | | | | | |  |  |                                                       |                                                       |                                                       |                                                       |                                                       |                                                       |  |  |  |  |  |  |  |  |  |  |  |  |  |  |  |  |  |  |  |  |  |  |  |  |  |  |  |  |  |  |  |  |  |  |  |  |  |  |  |  |  |  |  |  |  |  |  |  |  |  |  |  |  |  |
|  |  | I. (Vaskezű) Vilmos (1010/1015 körül?-1046), Puglia és Calabria grófja: 1042-1046 | I. (Vaskezű) Vilmos (1010/1015 körül?-1046), Puglia és Calabria grófja: 1042-1046 | I. (Vaskezű) Vilmos (1010/1015 körül?-1046), Puglia és Calabria grófja: 1042-1046 | I. (Vaskezű) Vilmos (1010/1015 körül?-1046), Puglia és Calabria grófja: 1042-1046 | I. (Vaskezű) Vilmos (1010/1015 körül?-1046), Puglia és Calabria grófja: 1042-1046 | I. (Vaskezű) Vilmos (1010/1015 körül?-1046), Puglia és Calabria grófja: 1042-1046 | | | Drogo (1010/1015 körül?-1051), Puglia és Calabria grófja: 1046-1051 | Drogo (1010/1015 körül?-1051), Puglia és Calabria grófja: 1046-1051 | Drogo (1010/1015 körül?-1051), Puglia és Calabria grófja: 1046-1051                                       | Drogo (1010/1015 körül?-1051), Puglia és Calabria grófja: 1046-1051                                       | Drogo (1010/1015 körül?-1051), Puglia és Calabria grófja: 1046-1051                                       | Drogo (1010/1015 körül?-1051), Puglia és Calabria grófja: 1046-1051                                       |  |  | Humfréd (1010/1015 körül?-1057), Puglia és Calabria grófja: 1051-1057                                                                                      | Humfréd (1010/1015 körül?-1057), Puglia és Calabria grófja: 1051-1057                                                                                      | Humfréd (1010/1015 körül?-1057), Puglia és Calabria grófja: 1051-1057                                                                                      | Humfréd (1010/1015 körül?-1057), Puglia és Calabria grófja: 1051-1057                                                                                      | Humfréd (1010/1015 körül?-1057), Puglia és Calabria grófja: 1051-1057                                                                                      | Humfréd (1010/1015 körül?-1057), Puglia és Calabria grófja: 1051-1057                                                                                      |  |  | Robert Guiscard („Ravasz Róbert”) (1015 körül-1085), Róbert, Puglia és Calabria grófja: 1057-1059, hercege: 1059-1085; Róbert, Benevento hercege: 1078-1081; Róbert, Szicília ura: 1059-1071 | Robert Guiscard („Ravasz Róbert”) (1015 körül-1085), Róbert, Puglia és Calabria grófja: 1057-1059, hercege: 1059-1085; Róbert, Benevento hercege: 1078-1081; Róbert, Szicília ura: 1059-1071 | Robert Guiscard („Ravasz Róbert”) (1015 körül-1085), Róbert, Puglia és Calabria grófja: 1057-1059, hercege: 1059-1085; Róbert, Benevento hercege: 1078-1081; Róbert, Szicília ura: 1059-1071 | Robert Guiscard („Ravasz Róbert”) (1015 körül-1085), Róbert, Puglia és Calabria grófja: 1057-1059, hercege: 1059-1085; Róbert, Benevento hercege: 1078-1081; Róbert, Szicília ura: 1059-1071 | Robert Guiscard („Ravasz Róbert”) (1015 körül-1085), Róbert, Puglia és Calabria grófja: 1057-1059, hercege: 1059-1085; Róbert, Benevento hercege: 1078-1081; Róbert, Szicília ura: 1059-1071 | Robert Guiscard („Ravasz Róbert”) (1015 körül-1085), Róbert, Puglia és Calabria grófja: 1057-1059, hercege: 1059-1085; Róbert, Benevento hercege: 1078-1081; Róbert, Szicília ura: 1059-1071 |  |  | (Salernói) Vilmos (1027-1080), a Salernói Hercegség grófja: 1056-1080, és Capitanata grófja | (Salernói) Vilmos (1027-1080), a Salernói Hercegség grófja: 1056-1080, és Capitanata grófja | (Salernói) Vilmos (1027-1080), a Salernói Hercegség grófja: 1056-1080, és Capitanata grófja | (Salernói) Vilmos (1027-1080), a Salernói Hercegség grófja: 1056-1080, és Capitanata grófja | (Salernói) Vilmos (1027-1080), a Salernói Hercegség grófja: 1056-1080, és Capitanata grófja | (Salernói) Vilmos (1027-1080), a Salernói Hercegség grófja: 1056-1080, és Capitanata grófja | | | | | | | | | | | | | | |                                                                |                                                                |                                                                |                                                                |                                               |                                               | I. Roger (1031-1101), Szicília grófja: 1071-1101                                            | I. Roger (1031-1101), Szicília grófja: 1071-1101                                            | I. Roger (1031-1101), Szicília grófja: 1071-1101                                            | I. Roger (1031-1101), Szicília grófja: 1071-1101                                            | I. Roger (1031-1101), Szicília grófja: 1071-1101 | I. Roger (1031-1101), Szicília grófja: 1071-1101 | | | | | | | | |  |  |                                                                               |                                                                               |                                                                               |                                                                               |                                                                               |                                                                               |  |  | | | | | | |  |  |                                                       |                                                       |                                                       |                                                       |                                                       |                                                       |  |  |  |  |  |  |  |  |  |  |  |  |  |  |  |  |  |  |  |  |  |  |  |  |  |  |  |  |  |  |  |  |  |  |  |  |  |  |  |  |  |  |  |  |  |  |  |  |  |  |  |  |  |  |
|  |  | I. (Vaskezű) Vilmos (1010/1015 körül?-1046), Puglia és Calabria grófja: 1042-1046 | I. (Vaskezű) Vilmos (1010/1015 körül?-1046), Puglia és Calabria grófja: 1042-1046 | I. (Vaskezű) Vilmos (1010/1015 körül?-1046), Puglia és Calabria grófja: 1042-1046 | I. (Vaskezű) Vilmos (1010/1015 körül?-1046), Puglia és Calabria grófja: 1042-1046 | I. (Vaskezű) Vilmos (1010/1015 körül?-1046), Puglia és Calabria grófja: 1042-1046 | I. (Vaskezű) Vilmos (1010/1015 körül?-1046), Puglia és Calabria grófja: 1042-1046 | | | Drogo (1010/1015 körül?-1051), Puglia és Calabria grófja: 1046-1051 | Drogo (1010/1015 körül?-1051), Puglia és Calabria grófja: 1046-1051 | Drogo (1010/1015 körül?-1051), Puglia és Calabria grófja: 1046-1051                                       | Drogo (1010/1015 körül?-1051), Puglia és Calabria grófja: 1046-1051                                       | Drogo (1010/1015 körül?-1051), Puglia és Calabria grófja: 1046-1051                                       | Drogo (1010/1015 körül?-1051), Puglia és Calabria grófja: 1046-1051                                       |  |  | Humfréd (1010/1015 körül?-1057), Puglia és Calabria grófja: 1051-1057                                                                                      | Humfréd (1010/1015 körül?-1057), Puglia és Calabria grófja: 1051-1057                                                                                      | Humfréd (1010/1015 körül?-1057), Puglia és Calabria grófja: 1051-1057                                                                                      | Humfréd (1010/1015 körül?-1057), Puglia és Calabria grófja: 1051-1057                                                                                      | Humfréd (1010/1015 körül?-1057), Puglia és Calabria grófja: 1051-1057                                                                                      | Humfréd (1010/1015 körül?-1057), Puglia és Calabria grófja: 1051-1057                                                                                      |  |  | Robert Guiscard („Ravasz Róbert”) (1015 körül-1085), Róbert, Puglia és Calabria grófja: 1057-1059, hercege: 1059-1085; Róbert, Benevento hercege: 1078-1081; Róbert, Szicília ura: 1059-1071 | Robert Guiscard („Ravasz Róbert”) (1015 körül-1085), Róbert, Puglia és Calabria grófja: 1057-1059, hercege: 1059-1085; Róbert, Benevento hercege: 1078-1081; Róbert, Szicília ura: 1059-1071 | Robert Guiscard („Ravasz Róbert”) (1015 körül-1085), Róbert, Puglia és Calabria grófja: 1057-1059, hercege: 1059-1085; Róbert, Benevento hercege: 1078-1081; Róbert, Szicília ura: 1059-1071 | Robert Guiscard („Ravasz Róbert”) (1015 körül-1085), Róbert, Puglia és Calabria grófja: 1057-1059, hercege: 1059-1085; Róbert, Benevento hercege: 1078-1081; Róbert, Szicília ura: 1059-1071 | Robert Guiscard („Ravasz Róbert”) (1015 körül-1085), Róbert, Puglia és Calabria grófja: 1057-1059, hercege: 1059-1085; Róbert, Benevento hercege: 1078-1081; Róbert, Szicília ura: 1059-1071 | Robert Guiscard („Ravasz Róbert”) (1015 körül-1085), Róbert, Puglia és Calabria grófja: 1057-1059, hercege: 1059-1085; Róbert, Benevento hercege: 1078-1081; Róbert, Szicília ura: 1059-1071 |  |  | (Salernói) Vilmos (1027-1080), a Salernói Hercegség grófja: 1056-1080, és Capitanata grófja | (Salernói) Vilmos (1027-1080), a Salernói Hercegség grófja: 1056-1080, és Capitanata grófja | (Salernói) Vilmos (1027-1080), a Salernói Hercegség grófja: 1056-1080, és Capitanata grófja | (Salernói) Vilmos (1027-1080), a Salernói Hercegség grófja: 1056-1080, és Capitanata grófja | (Salernói) Vilmos (1027-1080), a Salernói Hercegség grófja: 1056-1080, és Capitanata grófja | (Salernói) Vilmos (1027-1080), a Salernói Hercegség grófja: 1056-1080, és Capitanata grófja | | | | | | | | | | | | | | |                                                                |                                                                |                                                                |                                                                |                                               |                                               | I. Roger (1031-1101), Szicília grófja: 1071-1101                                            | I. Roger (1031-1101), Szicília grófja: 1071-1101                                            | I. Roger (1031-1101), Szicília grófja: 1071-1101                                            | I. Roger (1031-1101), Szicília grófja: 1071-1101                                            | I. Roger (1031-1101), Szicília grófja: 1071-1101 | I. Roger (1031-1101), Szicília grófja: 1071-1101 | | | | | | | | |  |  |                                                                               |                                                                               |                                                                               |                                                                               |                                                                               |                                                                               |  |  | | | | | | |  |  |                                                       |                                                       |                                                       |                                                       |                                                       |                                                       |  |  |  |  |  |  |  |  |  |  |  |  |  |  |  |  |  |  |  |  |  |  |  |  |  |  |  |  |  |  |  |  |  |  |  |  |  |  |  |  |  |  |  |  |  |  |  |  |  |  |  |  |  |  |
|  |  |                                                                                   |                                                                                   |                                                                                   |                                                                                   | | | | | | | | | | |  |  | | | | | | |  |  | | | | | | |  |  |                                                                                             |                                                                                             |                                                                                             |                                                                                             |                                                                                             |                                                                                             | | | | | | | | | | | | | | |                                                                |                                                                |                                                                |                                                                |                                               |                                               |                                                                                             |                                                                                             |                                                                                             |                                                                                             | | | | | | | | | | |  |  |                                                                               |                                                                               |                                                                               |                                                                               |                                                                               |                                                                               |  |  | | | | | | |  |  |                                                       |                                                       |                                                       |                                                       |                                                       |                                                       |  |  |  |  |  |  |  |  |  |  |  |  |  |  |  |  |  |  |  |  |  |  |  |  |  |  |  |  |  |  |  |  |  |  |  |  |  |  |  |  |  |  |  |  |  |  |  |  |  |  |  |  |  |  |
|  |  | Jó Odo (?-?), őrgróf, normann, vagy longobárd nemes                               | Jó Odo (?-?), őrgróf, normann, vagy longobárd nemes                               | Jó Odo (?-?), őrgróf, normann, vagy longobárd nemes                               | Jó Odo (?-?), őrgróf, normann, vagy longobárd nemes                               | Jó Odo (?-?), őrgróf, normann, vagy longobárd nemes | Jó Odo (?-?), őrgróf, normann, vagy longobárd nemes | | | Emma (1052, vagy később-1120 körül?), őrgrófné | Emma (1052, vagy később-1120 körül?), őrgrófné | Emma (1052, vagy később-1120 körül?), őrgrófné                                                            | Emma (1052, vagy később-1120 körül?), őrgrófné                                                            | Emma (1052, vagy később-1120 körül?), őrgrófné                                                            | Emma (1052, vagy később-1120 körül?), őrgrófné                                                            |  |  | I. (Tarantói) Bohemund (1055/1058-1111), az Antiochiai Fejedelemség fejedelme: 1098-1111, I. Bohemund, Taranto hercege: 1088-1111                          | I. (Tarantói) Bohemund (1055/1058-1111), az Antiochiai Fejedelemség fejedelme: 1098-1111, I. Bohemund, Taranto hercege: 1088-1111                          | I. (Tarantói) Bohemund (1055/1058-1111), az Antiochiai Fejedelemség fejedelme: 1098-1111, I. Bohemund, Taranto hercege: 1088-1111                          | I. (Tarantói) Bohemund (1055/1058-1111), az Antiochiai Fejedelemség fejedelme: 1098-1111, I. Bohemund, Taranto hercege: 1088-1111                          | I. (Tarantói) Bohemund (1055/1058-1111), az Antiochiai Fejedelemség fejedelme: 1098-1111, I. Bohemund, Taranto hercege: 1088-1111                          | I. (Tarantói) Bohemund (1055/1058-1111), az Antiochiai Fejedelemség fejedelme: 1098-1111, I. Bohemund, Taranto hercege: 1088-1111                          |  |  | I. Roger (Roger Borsa) (1060 körül?-1111), Puglia és Calabria hercege: 1085-1111 | I. Roger (Roger Borsa) (1060 körül?-1111), Puglia és Calabria hercege: 1085-1111 | I. Roger (Roger Borsa) (1060 körül?-1111), Puglia és Calabria hercege: 1085-1111 | I. Roger (Roger Borsa) (1060 körül?-1111), Puglia és Calabria hercege: 1085-1111 | I. Roger (Roger Borsa) (1060 körül?-1111), Puglia és Calabria hercege: 1085-1111 | I. Roger (Roger Borsa) (1060 körül?-1111), Puglia és Calabria hercege: 1085-1111 |  |  | Salernói Richárd (1060 körül?-1114), az Edesszai Grófság kormányzója: 1104-1108             | Salernói Richárd (1060 körül?-1114), az Edesszai Grófság kormányzója: 1104-1108             | Salernói Richárd (1060 körül?-1114), az Edesszai Grófság kormányzója: 1104-1108             | Salernói Richárd (1060 körül?-1114), az Edesszai Grófság kormányzója: 1104-1108             | Salernói Richárd (1060 körül?-1114), az Edesszai Grófság kormányzója: 1104-1108             | Salernói Richárd (1060 körül?-1114), az Edesszai Grófság kormányzója: 1104-1108             | | | | | | | | | | | | | | |                                                                |                                                                | Simon (1093-1105), Szicília grófja: 1101-1105                  | Simon (1093-1105), Szicília grófja: 1101-1105                  | Simon (1093-1105), Szicília grófja: 1101-1105 | Simon (1093-1105), Szicília grófja: 1101-1105 | Simon (1093-1105), Szicília grófja: 1101-1105                                               | Simon (1093-1105), Szicília grófja: 1101-1105                                               |                                                                                             |                                                                                             | II. (Nagy) Roger (1095-1154), Szicília grófja: 1105-1130, Szicília királya: 1130-1154, II. Roger, Puglia és Calabria hercege: 1127-1134, Roger, Taranto hercege: 1128-1132 | II. (Nagy) Roger (1095-1154), Szicília grófja: 1105-1130, Szicília királya: 1130-1154, II. Roger, Puglia és Calabria hercege: 1127-1134, Roger, Taranto hercege: 1128-1132 | II. (Nagy) Roger (1095-1154), Szicília grófja: 1105-1130, Szicília királya: 1130-1154, II. Roger, Puglia és Calabria hercege: 1127-1134, Roger, Taranto hercege: 1128-1132 | II. (Nagy) Roger (1095-1154), Szicília grófja: 1105-1130, Szicília királya: 1130-1154, II. Roger, Puglia és Calabria hercege: 1127-1134, Roger, Taranto hercege: 1128-1132 | II. (Nagy) Roger (1095-1154), Szicília grófja: 1105-1130, Szicília királya: 1130-1154, II. Roger, Puglia és Calabria hercege: 1127-1134, Roger, Taranto hercege: 1128-1132                                           | II. (Nagy) Roger (1095-1154), Szicília grófja: 1105-1130, Szicília királya: 1130-1154, II. Roger, Puglia és Calabria hercege: 1127-1134, Roger, Taranto hercege: 1128-1132                                           | | | | |  |  |                                                                               |                                                                               |                                                                               |                                                                               |                                                                               |                                                                               |  |  | | | | | | |  |  |                                                       |                                                       |                                                       |                                                       |                                                       |                                                       |  |  |  |  |  |  |  |  |  |  |  |  |  |  |  |  |  |  |  |  |  |  |  |  |  |  |  |  |  |  |  |  |  |  |  |  |  |  |  |  |  |  |  |  |  |  |  |  |  |  |  |  |  |  |
|  |  | Jó Odo (?-?), őrgróf, normann, vagy longobárd nemes                               | Jó Odo (?-?), őrgróf, normann, vagy longobárd nemes                               | Jó Odo (?-?), őrgróf, normann, vagy longobárd nemes                               | Jó Odo (?-?), őrgróf, normann, vagy longobárd nemes                               | Jó Odo (?-?), őrgróf, normann, vagy longobárd nemes | Jó Odo (?-?), őrgróf, normann, vagy longobárd nemes | | | Emma (1052, vagy később-1120 körül?), őrgrófné | Emma (1052, vagy később-1120 körül?), őrgrófné | Emma (1052, vagy később-1120 körül?), őrgrófné                                                            | Emma (1052, vagy később-1120 körül?), őrgrófné                                                            | Emma (1052, vagy később-1120 körül?), őrgrófné                                                            | Emma (1052, vagy később-1120 körül?), őrgrófné                                                            |  |  | I. (Tarantói) Bohemund (1055/1058-1111), az Antiochiai Fejedelemség fejedelme: 1098-1111, I. Bohemund, Taranto hercege: 1088-1111                          | I. (Tarantói) Bohemund (1055/1058-1111), az Antiochiai Fejedelemség fejedelme: 1098-1111, I. Bohemund, Taranto hercege: 1088-1111                          | I. (Tarantói) Bohemund (1055/1058-1111), az Antiochiai Fejedelemség fejedelme: 1098-1111, I. Bohemund, Taranto hercege: 1088-1111                          | I. (Tarantói) Bohemund (1055/1058-1111), az Antiochiai Fejedelemség fejedelme: 1098-1111, I. Bohemund, Taranto hercege: 1088-1111                          | I. (Tarantói) Bohemund (1055/1058-1111), az Antiochiai Fejedelemség fejedelme: 1098-1111, I. Bohemund, Taranto hercege: 1088-1111                          | I. (Tarantói) Bohemund (1055/1058-1111), az Antiochiai Fejedelemség fejedelme: 1098-1111, I. Bohemund, Taranto hercege: 1088-1111                          |  |  | I. Roger (Roger Borsa) (1060 körül?-1111), Puglia és Calabria hercege: 1085-1111 | I. Roger (Roger Borsa) (1060 körül?-1111), Puglia és Calabria hercege: 1085-1111 | I. Roger (Roger Borsa) (1060 körül?-1111), Puglia és Calabria hercege: 1085-1111 | I. Roger (Roger Borsa) (1060 körül?-1111), Puglia és Calabria hercege: 1085-1111 | I. Roger (Roger Borsa) (1060 körül?-1111), Puglia és Calabria hercege: 1085-1111 | I. Roger (Roger Borsa) (1060 körül?-1111), Puglia és Calabria hercege: 1085-1111 |  |  | Salernói Richárd (1060 körül?-1114), az Edesszai Grófság kormányzója: 1104-1108             | Salernói Richárd (1060 körül?-1114), az Edesszai Grófság kormányzója: 1104-1108             | Salernói Richárd (1060 körül?-1114), az Edesszai Grófság kormányzója: 1104-1108             | Salernói Richárd (1060 körül?-1114), az Edesszai Grófság kormányzója: 1104-1108             | Salernói Richárd (1060 körül?-1114), az Edesszai Grófság kormányzója: 1104-1108             | Salernói Richárd (1060 körül?-1114), az Edesszai Grófság kormányzója: 1104-1108             | | | | | | | | | | | | | | |                                                                |                                                                | Simon (1093-1105), Szicília grófja: 1101-1105                  | Simon (1093-1105), Szicília grófja: 1101-1105                  | Simon (1093-1105), Szicília grófja: 1101-1105 | Simon (1093-1105), Szicília grófja: 1101-1105 | Simon (1093-1105), Szicília grófja: 1101-1105                                               | Simon (1093-1105), Szicília grófja: 1101-1105                                               |                                                                                             |                                                                                             | II. (Nagy) Roger (1095-1154), Szicília grófja: 1105-1130, Szicília királya: 1130-1154, II. Roger, Puglia és Calabria hercege: 1127-1134, Roger, Taranto hercege: 1128-1132 | II. (Nagy) Roger (1095-1154), Szicília grófja: 1105-1130, Szicília királya: 1130-1154, II. Roger, Puglia és Calabria hercege: 1127-1134, Roger, Taranto hercege: 1128-1132 | II. (Nagy) Roger (1095-1154), Szicília grófja: 1105-1130, Szicília királya: 1130-1154, II. Roger, Puglia és Calabria hercege: 1127-1134, Roger, Taranto hercege: 1128-1132 | II. (Nagy) Roger (1095-1154), Szicília grófja: 1105-1130, Szicília királya: 1130-1154, II. Roger, Puglia és Calabria hercege: 1127-1134, Roger, Taranto hercege: 1128-1132 | II. (Nagy) Roger (1095-1154), Szicília grófja: 1105-1130, Szicília királya: 1130-1154, II. Roger, Puglia és Calabria hercege: 1127-1134, Roger, Taranto hercege: 1128-1132                                           | II. (Nagy) Roger (1095-1154), Szicília grófja: 1105-1130, Szicília királya: 1130-1154, II. Roger, Puglia és Calabria hercege: 1127-1134, Roger, Taranto hercege: 1128-1132                                           | | | | |  |  |                                                                               |                                                                               |                                                                               |                                                                               |                                                                               |                                                                               |  |  | | | | | | |  |  |                                                       |                                                       |                                                       |                                                       |                                                       |                                                       |  |  |  |  |  |  |  |  |  |  |  |  |  |  |  |  |  |  |  |  |  |  |  |  |  |  |  |  |  |  |  |  |  |  |  |  |  |  |  |  |  |  |  |  |  |  |  |  |  |  |  |  |  |  |
|  |  |                                                                                   |                                                                                   |                                                                                   |                                                                                   | | | | | | | | | | |  |  | | | | | | |  |  | | | | | | |  |  |                                                                                             |                                                                                             |                                                                                             |                                                                                             |                                                                                             |                                                                                             | | | | | | | | | | | | | | |                                                                |                                                                |                                                                |                                                                |                                               |                                               |                                                                                             |                                                                                             |                                                                                             |                                                                                             | | | | | | | | | | |  |  |                                                                               |                                                                               |                                                                               |                                                                               |                                                                               |                                                                               |  |  | | | | | | |  |  |                                                       |                                                       |                                                       |                                                       |                                                       |                                                       |  |  |  |  |  |  |  |  |  |  |  |  |  |  |  |  |  |  |  |  |  |  |  |  |  |  |  |  |  |  |  |  |  |  |  |  |  |  |  |  |  |  |  |  |  |  |  |  |  |  |  |  |  |  |
|  |  |                                                                                   |                                                                                   |                                                                                   |                                                                                   | | | | | | | | | | |  |  | | | | | | |  |  | | | | | | |  |  |                                                                                             |                                                                                             |                                                                                             |                                                                                             |                                                                                             |                                                                                             | | | | | | | | | | | | | | |                                                                |                                                                |                                                                |                                                                |                                               |                                               |                                                                                             |                                                                                             |                                                                                             |                                                                                             | | | | | | | | | | |  |  |                                                                               |                                                                               |                                                                               |                                                                               |                                                                               |                                                                               |  |  | | | | | | |  |  |                                                       |                                                       |                                                       |                                                       |                                                       |                                                       |  |  |  |  |  |  |  |  |  |  |  |  |  |  |  |  |  |  |  |  |  |  |  |  |  |  |  |  |  |  |  |  |  |  |  |  |  |  |  |  |  |  |  |  |  |  |  |  |  |  |  |  |  |  |
|  |  |                                                                                   |                                                                                   |                                                                                   |                                                                                   | (Galileai) Tankréd (1076-1112), az Antiochiai Fejedelemség régense: 1100-1103 és 1105-1112, Tankréd, Galilea hercege: 1099-1101 és 1109-1112, Tankréd, az Edesszai Grófság régense: 1104-1108 | (Galileai) Tankréd (1076-1112), az Antiochiai Fejedelemség régense: 1100-1103 és 1105-1112, Tankréd, Galilea hercege: 1099-1101 és 1109-1112, Tankréd, az Edesszai Grófság régense: 1104-1108 | (Galileai) Tankréd (1076-1112), az Antiochiai Fejedelemség régense: 1100-1103 és 1105-1112, Tankréd, Galilea hercege: 1099-1101 és 1109-1112, Tankréd, az Edesszai Grófság régense: 1104-1108 | (Galileai) Tankréd (1076-1112), az Antiochiai Fejedelemség régense: 1100-1103 és 1105-1112, Tankréd, Galilea hercege: 1099-1101 és 1109-1112, Tankréd, az Edesszai Grófság régense: 1104-1108 | (Galileai) Tankréd (1076-1112), az Antiochiai Fejedelemség régense: 1100-1103 és 1105-1112, Tankréd, Galilea hercege: 1099-1101 és 1109-1112, Tankréd, az Edesszai Grófság régense: 1104-1108 | (Galileai) Tankréd (1076-1112), az Antiochiai Fejedelemség régense: 1100-1103 és 1105-1112, Tankréd, Galilea hercege: 1099-1101 és 1109-1112, Tankréd, az Edesszai Grófság régense: 1104-1108 | | | | |  |  | II. Bohemund (1107/1108-1130), az Antiochiai Fejedelemség fejedelme: 1111-1130, II. Bohemund, Taranto hercege: 1111-1127 (a Tarantói Hercegséget elhagyta) | II. Bohemund (1107/1108-1130), az Antiochiai Fejedelemség fejedelme: 1111-1130, II. Bohemund, Taranto hercege: 1111-1127 (a Tarantói Hercegséget elhagyta) | II. Bohemund (1107/1108-1130), az Antiochiai Fejedelemség fejedelme: 1111-1130, II. Bohemund, Taranto hercege: 1111-1127 (a Tarantói Hercegséget elhagyta) | II. Bohemund (1107/1108-1130), az Antiochiai Fejedelemség fejedelme: 1111-1130, II. Bohemund, Taranto hercege: 1111-1127 (a Tarantói Hercegséget elhagyta) | II. Bohemund (1107/1108-1130), az Antiochiai Fejedelemség fejedelme: 1111-1130, II. Bohemund, Taranto hercege: 1111-1127 (a Tarantói Hercegséget elhagyta) | II. Bohemund (1107/1108-1130), az Antiochiai Fejedelemség fejedelme: 1111-1130, II. Bohemund, Taranto hercege: 1111-1127 (a Tarantói Hercegséget elhagyta) |  |  | II. Vilmos (1095-1127), Puglia és Calabria hercege: 1111-1127 | II. Vilmos (1095-1127), Puglia és Calabria hercege: 1111-1127 | II. Vilmos (1095-1127), Puglia és Calabria hercege: 1111-1127 | II. Vilmos (1095-1127), Puglia és Calabria hercege: 1111-1127 | II. Vilmos (1095-1127), Puglia és Calabria hercege: 1111-1127 | II. Vilmos (1095-1127), Puglia és Calabria hercege: 1111-1127 |  |  | Salernói Roger (?-1119), az Antiochiai Fejedelemség régense: 1112-1119                      | Salernói Roger (?-1119), az Antiochiai Fejedelemség régense: 1112-1119                      | Salernói Roger (?-1119), az Antiochiai Fejedelemség régense: 1112-1119                      | Salernói Roger (?-1119), az Antiochiai Fejedelemség régense: 1112-1119                      | Salernói Roger (?-1119), az Antiochiai Fejedelemség régense: 1112-1119                      | Salernói Roger (?-1119), az Antiochiai Fejedelemség régense: 1112-1119                      | | | | | III. (Pugliai) Roger (1118-1148), Puglia és Calabria hercege: 1134-1148 | III. (Pugliai) Roger (1118-1148), Puglia és Calabria hercege: 1134-1148 | III. (Pugliai) Roger (1118-1148), Puglia és Calabria hercege: 1134-1148                                                                              | III. (Pugliai) Roger (1118-1148), Puglia és Calabria hercege: 1134-1148                                                                              | III. (Pugliai) Roger (1118-1148), Puglia és Calabria hercege: 1134-1148 | III. (Pugliai) Roger (1118-1148), Puglia és Calabria hercege: 1134-1148 | | | I. (Tarantói) Tankréd (1119?-1138), Taranto hercege: 1132-1138 | I. (Tarantói) Tankréd (1119?-1138), Taranto hercege: 1132-1138 | I. (Tarantói) Tankréd (1119?-1138), Taranto hercege: 1132-1138 | I. (Tarantói) Tankréd (1119?-1138), Taranto hercege: 1132-1138 | I. (Tarantói) Tankréd (1119?-1138), Taranto hercege: 1132-1138 | I. (Tarantói) Tankréd (1119?-1138), Taranto hercege: 1132-1138 |                                               |                                               | (Capuai /Nápolyi/) Alfonz (1120?-1144), Capua hercege: 1135-1144, Nápoly hercege: 1137-1144 | (Capuai /Nápolyi/) Alfonz (1120?-1144), Capua hercege: 1135-1144, Nápoly hercege: 1137-1144 | (Capuai /Nápolyi/) Alfonz (1120?-1144), Capua hercege: 1135-1144, Nápoly hercege: 1137-1144 | (Capuai /Nápolyi/) Alfonz (1120?-1144), Capua hercege: 1135-1144, Nápoly hercege: 1137-1144 | (Capuai /Nápolyi/) Alfonz (1120?-1144), Capua hercege: 1135-1144, Nápoly hercege: 1137-1144                                                                                | (Capuai /Nápolyi/) Alfonz (1120?-1144), Capua hercege: 1135-1144, Nápoly hercege: 1137-1144                                                                                | | | I. (Gonosz) Vilmos (1120?, 1121?, 1125?-1166), Szicília királya: 1154-1166, III. Vilmos, Puglia és Calabria hercege: 1148-1154, I. Vilmos, Taranto hercege: 1138-1144, Vilmos, Capua hercege: 1144-1155 és 1155-1156 | I. (Gonosz) Vilmos (1120?, 1121?, 1125?-1166), Szicília királya: 1154-1166, III. Vilmos, Puglia és Calabria hercege: 1148-1154, I. Vilmos, Taranto hercege: 1138-1144, Vilmos, Capua hercege: 1144-1155 és 1155-1156 | I. (Gonosz) Vilmos (1120?, 1121?, 1125?-1166), Szicília királya: 1154-1166, III. Vilmos, Puglia és Calabria hercege: 1148-1154, I. Vilmos, Taranto hercege: 1138-1144, Vilmos, Capua hercege: 1144-1155 és 1155-1156 | I. (Gonosz) Vilmos (1120?, 1121?, 1125?-1166), Szicília királya: 1154-1166, III. Vilmos, Puglia és Calabria hercege: 1148-1154, I. Vilmos, Taranto hercege: 1138-1144, Vilmos, Capua hercege: 1144-1155 és 1155-1156 | I. (Gonosz) Vilmos (1120?, 1121?, 1125?-1166), Szicília királya: 1154-1166, III. Vilmos, Puglia és Calabria hercege: 1148-1154, I. Vilmos, Taranto hercege: 1138-1144, Vilmos, Capua hercege: 1144-1155 és 1155-1156 | I. (Gonosz) Vilmos (1120?, 1121?, 1125?-1166), Szicília királya: 1154-1166, III. Vilmos, Puglia és Calabria hercege: 1148-1154, I. Vilmos, Taranto hercege: 1138-1144, Vilmos, Capua hercege: 1144-1155 és 1155-1156 |  |  | Konstancia (1154-1198), Szicília királynője: 1194-1197, régensnője: 1197-1198 | Konstancia (1154-1198), Szicília királynője: 1194-1197, régensnője: 1197-1198 | Konstancia (1154-1198), Szicília királynője: 1194-1197, régensnője: 1197-1198 | Konstancia (1154-1198), Szicília királynője: 1194-1197, régensnője: 1197-1198 | Konstancia (1154-1198), Szicília királynője: 1194-1197, régensnője: 1197-1198 | Konstancia (1154-1198), Szicília királynője: 1194-1197, régensnője: 1197-1198 |  |  | VI. Henrik (1165-1197), a Szent Római Birodalom császára: 1191-1197, római király: 1169-1197 (1169-1190: társuralkodó), I. Henrik, Szicília királya: 1194-1197 (Hohenstauf-ház) | VI. Henrik (1165-1197), a Szent Római Birodalom császára: 1191-1197, római király: 1169-1197 (1169-1190: társuralkodó), I. Henrik, Szicília királya: 1194-1197 (Hohenstauf-ház) | VI. Henrik (1165-1197), a Szent Római Birodalom császára: 1191-1197, római király: 1169-1197 (1169-1190: társuralkodó), I. Henrik, Szicília királya: 1194-1197 (Hohenstauf-ház) | VI. Henrik (1165-1197), a Szent Római Birodalom császára: 1191-1197, római király: 1169-1197 (1169-1190: társuralkodó), I. Henrik, Szicília királya: 1194-1197 (Hohenstauf-ház) | VI. Henrik (1165-1197), a Szent Római Birodalom császára: 1191-1197, római király: 1169-1197 (1169-1190: társuralkodó), I. Henrik, Szicília királya: 1194-1197 (Hohenstauf-ház) | VI. Henrik (1165-1197), a Szent Római Birodalom császára: 1191-1197, római király: 1169-1197 (1169-1190: társuralkodó), I. Henrik, Szicília királya: 1194-1197 (Hohenstauf-ház) |  |  | (Tarantói) Simon (?-1157), Taranto hercege: 1144-1157 | (Tarantói) Simon (?-1157), Taranto hercege: 1144-1157 | (Tarantói) Simon (?-1157), Taranto hercege: 1144-1157 | (Tarantói) Simon (?-1157), Taranto hercege: 1144-1157 | (Tarantói) Simon (?-1157), Taranto hercege: 1144-1157 | (Tarantói) Simon (?-1157), Taranto hercege: 1144-1157 |  |  |  |  |  |  |  |  |  |  |  |  |  |  |  |  |  |  |  |  |  |  |  |  |  |  |  |  |  |  |  |  |  |  |  |  |  |  |  |  |  |  |  |  |  |  |  |  |  |  |  |  |  |  |
|  |  |                                                                                   |                                                                                   |                                                                                   |                                                                                   | (Galileai) Tankréd (1076-1112), az Antiochiai Fejedelemség régense: 1100-1103 és 1105-1112, Tankréd, Galilea hercege: 1099-1101 és 1109-1112, Tankréd, az Edesszai Grófság régense: 1104-1108 | (Galileai) Tankréd (1076-1112), az Antiochiai Fejedelemség régense: 1100-1103 és 1105-1112, Tankréd, Galilea hercege: 1099-1101 és 1109-1112, Tankréd, az Edesszai Grófság régense: 1104-1108 | (Galileai) Tankréd (1076-1112), az Antiochiai Fejedelemség régense: 1100-1103 és 1105-1112, Tankréd, Galilea hercege: 1099-1101 és 1109-1112, Tankréd, az Edesszai Grófság régense: 1104-1108 | (Galileai) Tankréd (1076-1112), az Antiochiai Fejedelemség régense: 1100-1103 és 1105-1112, Tankréd, Galilea hercege: 1099-1101 és 1109-1112, Tankréd, az Edesszai Grófság régense: 1104-1108 | (Galileai) Tankréd (1076-1112), az Antiochiai Fejedelemség régense: 1100-1103 és 1105-1112, Tankréd, Galilea hercege: 1099-1101 és 1109-1112, Tankréd, az Edesszai Grófság régense: 1104-1108 | (Galileai) Tankréd (1076-1112), az Antiochiai Fejedelemség régense: 1100-1103 és 1105-1112, Tankréd, Galilea hercege: 1099-1101 és 1109-1112, Tankréd, az Edesszai Grófság régense: 1104-1108 | | | | |  |  | II. Bohemund (1107/1108-1130), az Antiochiai Fejedelemség fejedelme: 1111-1130, II. Bohemund, Taranto hercege: 1111-1127 (a Tarantói Hercegséget elhagyta) | II. Bohemund (1107/1108-1130), az Antiochiai Fejedelemség fejedelme: 1111-1130, II. Bohemund, Taranto hercege: 1111-1127 (a Tarantói Hercegséget elhagyta) | II. Bohemund (1107/1108-1130), az Antiochiai Fejedelemség fejedelme: 1111-1130, II. Bohemund, Taranto hercege: 1111-1127 (a Tarantói Hercegséget elhagyta) | II. Bohemund (1107/1108-1130), az Antiochiai Fejedelemség fejedelme: 1111-1130, II. Bohemund, Taranto hercege: 1111-1127 (a Tarantói Hercegséget elhagyta) | II. Bohemund (1107/1108-1130), az Antiochiai Fejedelemség fejedelme: 1111-1130, II. Bohemund, Taranto hercege: 1111-1127 (a Tarantói Hercegséget elhagyta) | II. Bohemund (1107/1108-1130), az Antiochiai Fejedelemség fejedelme: 1111-1130, II. Bohemund, Taranto hercege: 1111-1127 (a Tarantói Hercegséget elhagyta) |  |  | II. Vilmos (1095-1127), Puglia és Calabria hercege: 1111-1127 | II. Vilmos (1095-1127), Puglia és Calabria hercege: 1111-1127 | II. Vilmos (1095-1127), Puglia és Calabria hercege: 1111-1127 | II. Vilmos (1095-1127), Puglia és Calabria hercege: 1111-1127 | II. Vilmos (1095-1127), Puglia és Calabria hercege: 1111-1127 | II. Vilmos (1095-1127), Puglia és Calabria hercege: 1111-1127 |  |  | Salernói Roger (?-1119), az Antiochiai Fejedelemség régense: 1112-1119                      | Salernói Roger (?-1119), az Antiochiai Fejedelemség régense: 1112-1119                      | Salernói Roger (?-1119), az Antiochiai Fejedelemség régense: 1112-1119                      | Salernói Roger (?-1119), az Antiochiai Fejedelemség régense: 1112-1119                      | Salernói Roger (?-1119), az Antiochiai Fejedelemség régense: 1112-1119                      | Salernói Roger (?-1119), az Antiochiai Fejedelemség régense: 1112-1119                      | | | | | III. (Pugliai) Roger (1118-1148), Puglia és Calabria hercege: 1134-1148 | III. (Pugliai) Roger (1118-1148), Puglia és Calabria hercege: 1134-1148 | III. (Pugliai) Roger (1118-1148), Puglia és Calabria hercege: 1134-1148                                                                              | III. (Pugliai) Roger (1118-1148), Puglia és Calabria hercege: 1134-1148                                                                              | III. (Pugliai) Roger (1118-1148), Puglia és Calabria hercege: 1134-1148 | III. (Pugliai) Roger (1118-1148), Puglia és Calabria hercege: 1134-1148 | | | I. (Tarantói) Tankréd (1119?-1138), Taranto hercege: 1132-1138 | I. (Tarantói) Tankréd (1119?-1138), Taranto hercege: 1132-1138 | I. (Tarantói) Tankréd (1119?-1138), Taranto hercege: 1132-1138 | I. (Tarantói) Tankréd (1119?-1138), Taranto hercege: 1132-1138 | I. (Tarantói) Tankréd (1119?-1138), Taranto hercege: 1132-1138 | I. (Tarantói) Tankréd (1119?-1138), Taranto hercege: 1132-1138 |                                               |                                               | (Capuai /Nápolyi/) Alfonz (1120?-1144), Capua hercege: 1135-1144, Nápoly hercege: 1137-1144 | (Capuai /Nápolyi/) Alfonz (1120?-1144), Capua hercege: 1135-1144, Nápoly hercege: 1137-1144 | (Capuai /Nápolyi/) Alfonz (1120?-1144), Capua hercege: 1135-1144, Nápoly hercege: 1137-1144 | (Capuai /Nápolyi/) Alfonz (1120?-1144), Capua hercege: 1135-1144, Nápoly hercege: 1137-1144 | (Capuai /Nápolyi/) Alfonz (1120?-1144), Capua hercege: 1135-1144, Nápoly hercege: 1137-1144                                                                                | (Capuai /Nápolyi/) Alfonz (1120?-1144), Capua hercege: 1135-1144, Nápoly hercege: 1137-1144                                                                                | | | I. (Gonosz) Vilmos (1120?, 1121?, 1125?-1166), Szicília királya: 1154-1166, III. Vilmos, Puglia és Calabria hercege: 1148-1154, I. Vilmos, Taranto hercege: 1138-1144, Vilmos, Capua hercege: 1144-1155 és 1155-1156 | I. (Gonosz) Vilmos (1120?, 1121?, 1125?-1166), Szicília királya: 1154-1166, III. Vilmos, Puglia és Calabria hercege: 1148-1154, I. Vilmos, Taranto hercege: 1138-1144, Vilmos, Capua hercege: 1144-1155 és 1155-1156 | I. (Gonosz) Vilmos (1120?, 1121?, 1125?-1166), Szicília királya: 1154-1166, III. Vilmos, Puglia és Calabria hercege: 1148-1154, I. Vilmos, Taranto hercege: 1138-1144, Vilmos, Capua hercege: 1144-1155 és 1155-1156 | I. (Gonosz) Vilmos (1120?, 1121?, 1125?-1166), Szicília királya: 1154-1166, III. Vilmos, Puglia és Calabria hercege: 1148-1154, I. Vilmos, Taranto hercege: 1138-1144, Vilmos, Capua hercege: 1144-1155 és 1155-1156 | I. (Gonosz) Vilmos (1120?, 1121?, 1125?-1166), Szicília királya: 1154-1166, III. Vilmos, Puglia és Calabria hercege: 1148-1154, I. Vilmos, Taranto hercege: 1138-1144, Vilmos, Capua hercege: 1144-1155 és 1155-1156 | I. (Gonosz) Vilmos (1120?, 1121?, 1125?-1166), Szicília királya: 1154-1166, III. Vilmos, Puglia és Calabria hercege: 1148-1154, I. Vilmos, Taranto hercege: 1138-1144, Vilmos, Capua hercege: 1144-1155 és 1155-1156 |  |  | Konstancia (1154-1198), Szicília királynője: 1194-1197, régensnője: 1197-1198 | Konstancia (1154-1198), Szicília királynője: 1194-1197, régensnője: 1197-1198 | Konstancia (1154-1198), Szicília királynője: 1194-1197, régensnője: 1197-1198 | Konstancia (1154-1198), Szicília királynője: 1194-1197, régensnője: 1197-1198 | Konstancia (1154-1198), Szicília királynője: 1194-1197, régensnője: 1197-1198 | Konstancia (1154-1198), Szicília királynője: 1194-1197, régensnője: 1197-1198 |  |  | VI. Henrik (1165-1197), a Szent Római Birodalom császára: 1191-1197, római király: 1169-1197 (1169-1190: társuralkodó), I. Henrik, Szicília királya: 1194-1197 (Hohenstauf-ház) | VI. Henrik (1165-1197), a Szent Római Birodalom császára: 1191-1197, római király: 1169-1197 (1169-1190: társuralkodó), I. Henrik, Szicília királya: 1194-1197 (Hohenstauf-ház) | VI. Henrik (1165-1197), a Szent Római Birodalom császára: 1191-1197, római király: 1169-1197 (1169-1190: társuralkodó), I. Henrik, Szicília királya: 1194-1197 (Hohenstauf-ház) | VI. Henrik (1165-1197), a Szent Római Birodalom császára: 1191-1197, római király: 1169-1197 (1169-1190: társuralkodó), I. Henrik, Szicília királya: 1194-1197 (Hohenstauf-ház) | VI. Henrik (1165-1197), a Szent Római Birodalom császára: 1191-1197, római király: 1169-1197 (1169-1190: társuralkodó), I. Henrik, Szicília királya: 1194-1197 (Hohenstauf-ház) | VI. Henrik (1165-1197), a Szent Római Birodalom császára: 1191-1197, római király: 1169-1197 (1169-1190: társuralkodó), I. Henrik, Szicília királya: 1194-1197 (Hohenstauf-ház) |  |  | (Tarantói) Simon (?-1157), Taranto hercege: 1144-1157 | (Tarantói) Simon (?-1157), Taranto hercege: 1144-1157 | (Tarantói) Simon (?-1157), Taranto hercege: 1144-1157 | (Tarantói) Simon (?-1157), Taranto hercege: 1144-1157 | (Tarantói) Simon (?-1157), Taranto hercege: 1144-1157 | (Tarantói) Simon (?-1157), Taranto hercege: 1144-1157 |  |  |  |  |  |  |  |  |  |  |  |  |  |  |  |  |  |  |  |  |  |  |  |  |  |  |  |  |  |  |  |  |  |  |  |  |  |  |  |  |  |  |  |  |  |  |  |  |  |  |  |  |  |  |
|  |  |                                                                                   |                                                                                   |                                                                                   |                                                                                   | | | | | | | | | | |  |  | | | | | | |  |  | | | | | | |  |  |                                                                                             |                                                                                             |                                                                                             |                                                                                             |                                                                                             |                                                                                             | | | | | | | | | | | | | | |                                                                |                                                                |                                                                |                                                                |                                               |                                               |                                                                                             |                                                                                             |                                                                                             |                                                                                             | | | | | | | | | | |  |  |                                                                               |                                                                               |                                                                               |                                                                               |                                                                               |                                                                               |  |  | | | | | | |  |  |                                                       |                                                       |                                                       |                                                       |                                                       |                                                       |  |  |  |  |  |  |  |  |  |  |  |  |  |  |  |  |  |  |  |  |  |  |  |  |  |  |  |  |  |  |  |  |  |  |  |  |  |  |  |  |  |  |  |  |  |  |  |  |  |  |  |  |  |  |
|  |  |                                                                                   |                                                                                   |                                                                                   |                                                                                   | | | | | | | | | | |  |  | | | | | | |  |  | | | | | | |  |  |                                                                                             |                                                                                             |                                                                                             |                                                                                             |                                                                                             |                                                                                             | | | | | | | | | | | | | | |                                                                |                                                                |                                                                |                                                                |                                               |                                               |                                                                                             |                                                                                             |                                                                                             |                                                                                             | | | | | | | | | | |  |  |                                                                               |                                                                               |                                                                               |                                                                               |                                                                               |                                                                               |  |  | | | | | | |  |  |                                                       |                                                       |                                                       |                                                       |                                                       |                                                       |  |  |  |  |  |  |  |  |  |  |  |  |  |  |  |  |  |  |  |  |  |  |  |  |  |  |  |  |  |  |  |  |  |  |  |  |  |  |  |  |  |  |  |  |  |  |  |  |  |  |  |  |  |  |
|  |  |                                                                                   |                                                                                   |                                                                                   |                                                                                   | | | | | Poitiers-i Rajmund (1099 körül-1149), az Antiochiai Fejedelemség fejedelme (a házassága révén): 1136-1149                                                                                     | Poitiers-i Rajmund (1099 körül-1149), az Antiochiai Fejedelemség fejedelme (a házassága révén): 1136-1149                                                                                     | Poitiers-i Rajmund (1099 körül-1149), az Antiochiai Fejedelemség fejedelme (a házassága révén): 1136-1149 | Poitiers-i Rajmund (1099 körül-1149), az Antiochiai Fejedelemség fejedelme (a házassága révén): 1136-1149 | Poitiers-i Rajmund (1099 körül-1149), az Antiochiai Fejedelemség fejedelme (a házassága révén): 1136-1149 | Poitiers-i Rajmund (1099 körül-1149), az Antiochiai Fejedelemség fejedelme (a házassága révén): 1136-1149 |  |  | Konstancia (1128-1163), az Antiochiai Fejedelemség fejedelemnője: 1130-1163 (trónfosztva)                                                                  | Konstancia (1128-1163), az Antiochiai Fejedelemség fejedelemnője: 1130-1163 (trónfosztva)                                                                  | Konstancia (1128-1163), az Antiochiai Fejedelemség fejedelemnője: 1130-1163 (trónfosztva)                                                                  | Konstancia (1128-1163), az Antiochiai Fejedelemség fejedelemnője: 1130-1163 (trónfosztva)                                                                  | Konstancia (1128-1163), az Antiochiai Fejedelemség fejedelemnője: 1130-1163 (trónfosztva)                                                                  | Konstancia (1128-1163), az Antiochiai Fejedelemség fejedelemnője: 1130-1163 (trónfosztva)                                                                  |  |  | Châtillon-i Rajnáld (1125 körül-1186), az Antiochiai Fejedelemség fejedelme (a házassága révén): 1153-1160 (trónfosztva)                                                                     | Châtillon-i Rajnáld (1125 körül-1186), az Antiochiai Fejedelemség fejedelme (a házassága révén): 1153-1160 (trónfosztva)                                                                     | Châtillon-i Rajnáld (1125 körül-1186), az Antiochiai Fejedelemség fejedelme (a házassága révén): 1153-1160 (trónfosztva)                                                                     | Châtillon-i Rajnáld (1125 körül-1186), az Antiochiai Fejedelemség fejedelme (a házassága révén): 1153-1160 (trónfosztva)                                                                     | Châtillon-i Rajnáld (1125 körül-1186), az Antiochiai Fejedelemség fejedelme (a házassága révén): 1153-1160 (trónfosztva)                                                                     | Châtillon-i Rajnáld (1125 körül-1186), az Antiochiai Fejedelemség fejedelme (a házassága révén): 1153-1160 (trónfosztva)                                                                     |  |  |                                                                                             |                                                                                             |                                                                                             |                                                                                             |                                                                                             |                                                                                             | | | | | (Leccei) Tankréd (1138 körül-1194), Szicília királya: 1189-1194, II. Tankréd, Taranto hercege: 1189-1194, Tankréd, Lecce grófja (de iure): 1149-1194                                  | (Leccei) Tankréd (1138 körül-1194), Szicília királya: 1189-1194, II. Tankréd, Taranto hercege: 1189-1194, Tankréd, Lecce grófja (de iure): 1149-1194                                  | (Leccei) Tankréd (1138 körül-1194), Szicília királya: 1189-1194, II. Tankréd, Taranto hercege: 1189-1194, Tankréd, Lecce grófja (de iure): 1149-1194 | (Leccei) Tankréd (1138 körül-1194), Szicília királya: 1189-1194, II. Tankréd, Taranto hercege: 1189-1194, Tankréd, Lecce grófja (de iure): 1149-1194 | (Leccei) Tankréd (1138 körül-1194), Szicília királya: 1189-1194, II. Tankréd, Taranto hercege: 1189-1194, Tankréd, Lecce grófja (de iure): 1149-1194                                                 | (Leccei) Tankréd (1138 körül-1194), Szicília királya: 1189-1194, II. Tankréd, Taranto hercege: 1189-1194, Tankréd, Lecce grófja (de iure): 1149-1194                                                 | | | | |                                                                |                                                                |                                                                |                                                                |                                               |                                               | IV. (Pugliai) Roger (1152-1161), Puglia és Calabria hercege: 1154-1161                      | IV. (Pugliai) Roger (1152-1161), Puglia és Calabria hercege: 1154-1161                      | IV. (Pugliai) Roger (1152-1161), Puglia és Calabria hercege: 1154-1161                      | IV. (Pugliai) Roger (1152-1161), Puglia és Calabria hercege: 1154-1161                      | IV. (Pugliai) Roger (1152-1161), Puglia és Calabria hercege: 1154-1161 | IV. (Pugliai) Roger (1152-1161), Puglia és Calabria hercege: 1154-1161 | | | II. (Jó) Vilmos (1153-1189), Szicília királya: 1166-1189, II. Vilmos, Taranto hercege: 1157-1189 | II. (Jó) Vilmos (1153-1189), Szicília királya: 1166-1189, II. Vilmos, Taranto hercege: 1157-1189 | II. (Jó) Vilmos (1153-1189), Szicília királya: 1166-1189, II. Vilmos, Taranto hercege: 1157-1189 | II. (Jó) Vilmos (1153-1189), Szicília királya: 1166-1189, II. Vilmos, Taranto hercege: 1157-1189 | II. (Jó) Vilmos (1153-1189), Szicília királya: 1166-1189, II. Vilmos, Taranto hercege: 1157-1189 | II. (Jó) Vilmos (1153-1189), Szicília királya: 1166-1189, II. Vilmos, Taranto hercege: 1157-1189 |  |  | (Capuai) Henrik (1158/1160-1172), Capua hercege: 1166-1172                    | (Capuai) Henrik (1158/1160-1172), Capua hercege: 1166-1172                    | (Capuai) Henrik (1158/1160-1172), Capua hercege: 1166-1172                    | (Capuai) Henrik (1158/1160-1172), Capua hercege: 1166-1172                    | (Capuai) Henrik (1158/1160-1172), Capua hercege: 1166-1172                    | (Capuai) Henrik (1158/1160-1172), Capua hercege: 1166-1172                    |  |  | | | | | | |  |  |                                                       |                                                       |                                                       |                                                       |                                                       |                                                       |  |  |  |  |  |  |  |  |  |  |  |  |  |  |  |  |  |  |  |  |  |  |  |  |  |  |  |  |  |  |  |  |  |  |  |  |  |  |  |  |  |  |  |  |  |  |  |  |  |  |  |  |  |  |
|  |  |                                                                                   |                                                                                   |                                                                                   |                                                                                   | | | | | Poitiers-i Rajmund (1099 körül-1149), az Antiochiai Fejedelemség fejedelme (a házassága révén): 1136-1149                                                                                     | Poitiers-i Rajmund (1099 körül-1149), az Antiochiai Fejedelemség fejedelme (a házassága révén): 1136-1149                                                                                     | Poitiers-i Rajmund (1099 körül-1149), az Antiochiai Fejedelemség fejedelme (a házassága révén): 1136-1149 | Poitiers-i Rajmund (1099 körül-1149), az Antiochiai Fejedelemség fejedelme (a házassága révén): 1136-1149 | Poitiers-i Rajmund (1099 körül-1149), az Antiochiai Fejedelemség fejedelme (a házassága révén): 1136-1149 | Poitiers-i Rajmund (1099 körül-1149), az Antiochiai Fejedelemség fejedelme (a házassága révén): 1136-1149 |  |  | Konstancia (1128-1163), az Antiochiai Fejedelemség fejedelemnője: 1130-1163 (trónfosztva)                                                                  | Konstancia (1128-1163), az Antiochiai Fejedelemség fejedelemnője: 1130-1163 (trónfosztva)                                                                  | Konstancia (1128-1163), az Antiochiai Fejedelemség fejedelemnője: 1130-1163 (trónfosztva)                                                                  | Konstancia (1128-1163), az Antiochiai Fejedelemség fejedelemnője: 1130-1163 (trónfosztva)                                                                  | Konstancia (1128-1163), az Antiochiai Fejedelemség fejedelemnője: 1130-1163 (trónfosztva)                                                                  | Konstancia (1128-1163), az Antiochiai Fejedelemség fejedelemnője: 1130-1163 (trónfosztva)                                                                  |  |  | Châtillon-i Rajnáld (1125 körül-1186), az Antiochiai Fejedelemség fejedelme (a házassága révén): 1153-1160 (trónfosztva)                                                                     | Châtillon-i Rajnáld (1125 körül-1186), az Antiochiai Fejedelemség fejedelme (a házassága révén): 1153-1160 (trónfosztva)                                                                     | Châtillon-i Rajnáld (1125 körül-1186), az Antiochiai Fejedelemség fejedelme (a házassága révén): 1153-1160 (trónfosztva)                                                                     | Châtillon-i Rajnáld (1125 körül-1186), az Antiochiai Fejedelemség fejedelme (a házassága révén): 1153-1160 (trónfosztva)                                                                     | Châtillon-i Rajnáld (1125 körül-1186), az Antiochiai Fejedelemség fejedelme (a házassága révén): 1153-1160 (trónfosztva)                                                                     | Châtillon-i Rajnáld (1125 körül-1186), az Antiochiai Fejedelemség fejedelme (a házassága révén): 1153-1160 (trónfosztva)                                                                     |  |  |                                                                                             |                                                                                             |                                                                                             |                                                                                             |                                                                                             |                                                                                             | | | | | (Leccei) Tankréd (1138 körül-1194), Szicília királya: 1189-1194, II. Tankréd, Taranto hercege: 1189-1194, Tankréd, Lecce grófja (de iure): 1149-1194                                  | (Leccei) Tankréd (1138 körül-1194), Szicília királya: 1189-1194, II. Tankréd, Taranto hercege: 1189-1194, Tankréd, Lecce grófja (de iure): 1149-1194                                  | (Leccei) Tankréd (1138 körül-1194), Szicília királya: 1189-1194, II. Tankréd, Taranto hercege: 1189-1194, Tankréd, Lecce grófja (de iure): 1149-1194 | (Leccei) Tankréd (1138 körül-1194), Szicília királya: 1189-1194, II. Tankréd, Taranto hercege: 1189-1194, Tankréd, Lecce grófja (de iure): 1149-1194 | (Leccei) Tankréd (1138 körül-1194), Szicília királya: 1189-1194, II. Tankréd, Taranto hercege: 1189-1194, Tankréd, Lecce grófja (de iure): 1149-1194                                                 | (Leccei) Tankréd (1138 körül-1194), Szicília királya: 1189-1194, II. Tankréd, Taranto hercege: 1189-1194, Tankréd, Lecce grófja (de iure): 1149-1194                                                 | | | | |                                                                |                                                                |                                                                |                                                                |                                               |                                               | IV. (Pugliai) Roger (1152-1161), Puglia és Calabria hercege: 1154-1161                      | IV. (Pugliai) Roger (1152-1161), Puglia és Calabria hercege: 1154-1161                      | IV. (Pugliai) Roger (1152-1161), Puglia és Calabria hercege: 1154-1161                      | IV. (Pugliai) Roger (1152-1161), Puglia és Calabria hercege: 1154-1161                      | IV. (Pugliai) Roger (1152-1161), Puglia és Calabria hercege: 1154-1161 | IV. (Pugliai) Roger (1152-1161), Puglia és Calabria hercege: 1154-1161 | | | II. (Jó) Vilmos (1153-1189), Szicília királya: 1166-1189, II. Vilmos, Taranto hercege: 1157-1189 | II. (Jó) Vilmos (1153-1189), Szicília királya: 1166-1189, II. Vilmos, Taranto hercege: 1157-1189 | II. (Jó) Vilmos (1153-1189), Szicília királya: 1166-1189, II. Vilmos, Taranto hercege: 1157-1189 | II. (Jó) Vilmos (1153-1189), Szicília királya: 1166-1189, II. Vilmos, Taranto hercege: 1157-1189 | II. (Jó) Vilmos (1153-1189), Szicília királya: 1166-1189, II. Vilmos, Taranto hercege: 1157-1189 | II. (Jó) Vilmos (1153-1189), Szicília királya: 1166-1189, II. Vilmos, Taranto hercege: 1157-1189 |  |  | (Capuai) Henrik (1158/1160-1172), Capua hercege: 1166-1172                    | (Capuai) Henrik (1158/1160-1172), Capua hercege: 1166-1172                    | (Capuai) Henrik (1158/1160-1172), Capua hercege: 1166-1172                    | (Capuai) Henrik (1158/1160-1172), Capua hercege: 1166-1172                    | (Capuai) Henrik (1158/1160-1172), Capua hercege: 1166-1172                    | (Capuai) Henrik (1158/1160-1172), Capua hercege: 1166-1172                    |  |  | | | | | | |  |  |                                                       |                                                       |                                                       |                                                       |                                                       |                                                       |  |  |  |  |  |  |  |  |  |  |  |  |  |  |  |  |  |  |  |  |  |  |  |  |  |  |  |  |  |  |  |  |  |  |  |  |  |  |  |  |  |  |  |  |  |  |  |  |  |  |  |  |  |  |
|  |  |                                                                                   |                                                                                   |                                                                                   |                                                                                   | | | | | | | | | | |  |  | | | | | | |  |  | | | | | | |  |  |                                                                                             |                                                                                             |                                                                                             |                                                                                             |                                                                                             |                                                                                             | | | | | | | | | | | | | | |                                                                |                                                                |                                                                |                                                                |                                               |                                               |                                                                                             |                                                                                             |                                                                                             |                                                                                             | | | | | | | | | | |  |  |                                                                               |                                                                               |                                                                               |                                                                               |                                                                               |                                                                               |  |  | | | | | | |  |  |                                                       |                                                       |                                                       |                                                       |                                                       |                                                       |  |  |  |  |  |  |  |  |  |  |  |  |  |  |  |  |  |  |  |  |  |  |  |  |  |  |  |  |  |  |  |  |  |  |  |  |  |  |  |  |  |  |  |  |  |  |  |  |  |  |  |  |  |  |
|  |  |                                                                                   |                                                                                   |                                                                                   |                                                                                   | | | | | | | | | | |  |  | | | | | | |  |  | | | | | | |  |  |                                                                                             |                                                                                             |                                                                                             |                                                                                             |                                                                                             |                                                                                             | | | | | | | | | | | | | | |                                                                |                                                                |                                                                |                                                                |                                               |                                               |                                                                                             |                                                                                             |                                                                                             |                                                                                             | | | | | | | | | | |  |  |                                                                               |                                                                               |                                                                               |                                                                               |                                                                               |                                                                               |  |  | | | | | | |  |  |                                                       |                                                       |                                                       |                                                       |                                                       |                                                       |  |  |  |  |  |  |  |  |  |  |  |  |  |  |  |  |  |  |  |  |  |  |  |  |  |  |  |  |  |  |  |  |  |  |  |  |  |  |  |  |  |  |  |  |  |  |  |  |  |  |  |  |  |  |
|  |  |                                                                                   |                                                                                   |                                                                                   |                                                                                   | | | | | | | | | | |  |  | | | | | | |  |  | | | | | | |  |  |                                                                                             |                                                                                             |                                                                                             |                                                                                             |                                                                                             |                                                                                             | III. Roger (1175-1193), Szicília királya (társuralkodó az apja mellett): 1189-1193, V. Roger, Puglia és Calabria hercege: 1189-1193, Roger, Lecce grófja (az apja mellett): 1189-1193 | III. Roger (1175-1193), Szicília királya (társuralkodó az apja mellett): 1189-1193, V. Roger, Puglia és Calabria hercege: 1189-1193, Roger, Lecce grófja (az apja mellett): 1189-1193 | III. Roger (1175-1193), Szicília királya (társuralkodó az apja mellett): 1189-1193, V. Roger, Puglia és Calabria hercege: 1189-1193, Roger, Lecce grófja (az apja mellett): 1189-1193 | III. Roger (1175-1193), Szicília királya (társuralkodó az apja mellett): 1189-1193, V. Roger, Puglia és Calabria hercege: 1189-1193, Roger, Lecce grófja (az apja mellett): 1189-1193 | III. Roger (1175-1193), Szicília királya (társuralkodó az apja mellett): 1189-1193, V. Roger, Puglia és Calabria hercege: 1189-1193, Roger, Lecce grófja (az apja mellett): 1189-1193 | III. Roger (1175-1193), Szicília királya (társuralkodó az apja mellett): 1189-1193, V. Roger, Puglia és Calabria hercege: 1189-1193, Roger, Lecce grófja (az apja mellett): 1189-1193 | | | III. Vilmos (1185-1198?), Szicília királya: 1194 (trónfosztva, fogságban halt meg), III. Vilmos, Taranto hercege: 1194 (hercegségtől megfosztva), Vilmos, Lecce grófja: 1194 (grófságtól megfosztva) | III. Vilmos (1185-1198?), Szicília királya: 1194 (trónfosztva, fogságban halt meg), III. Vilmos, Taranto hercege: 1194 (hercegségtől megfosztva), Vilmos, Lecce grófja: 1194 (grófságtól megfosztva) | III. Vilmos (1185-1198?), Szicília királya: 1194 (trónfosztva, fogságban halt meg), III. Vilmos, Taranto hercege: 1194 (hercegségtől megfosztva), Vilmos, Lecce grófja: 1194 (grófságtól megfosztva) | III. Vilmos (1185-1198?), Szicília királya: 1194 (trónfosztva, fogságban halt meg), III. Vilmos, Taranto hercege: 1194 (hercegségtől megfosztva), Vilmos, Lecce grófja: 1194 (grófságtól megfosztva) | III. Vilmos (1185-1198?), Szicília királya: 1194 (trónfosztva, fogságban halt meg), III. Vilmos, Taranto hercege: 1194 (hercegségtől megfosztva), Vilmos, Lecce grófja: 1194 (grófságtól megfosztva) | III. Vilmos (1185-1198?), Szicília királya: 1194 (trónfosztva, fogságban halt meg), III. Vilmos, Taranto hercege: 1194 (hercegségtől megfosztva), Vilmos, Lecce grófja: 1194 (grófságtól megfosztva) |                                                                |                                                                |                                                                |                                                                |                                               |                                               |                                                                                             |                                                                                             |                                                                                             |                                                                                             | | | | | Bohemund (1176?, 1181?-1181?), Puglia és Calabria hercege: 1181 | Bohemund (1176?, 1181?-1181?), Puglia és Calabria hercege: 1181 | Bohemund (1176?, 1181?-1181?), Puglia és Calabria hercege: 1181 | Bohemund (1176?, 1181?-1181?), Puglia és Calabria hercege: 1181 | Bohemund (1176?, 1181?-1181?), Puglia és Calabria hercege: 1181 | Bohemund (1176?, 1181?-1181?), Puglia és Calabria hercege: 1181 |  |  |                                                                               |                                                                               |                                                                               |                                                                               |                                                                               |                                                                               |  |  | | | | | | |  |  |                                                       |                                                       |                                                       |                                                       |                                                       |                                                       |  |  |  |  |  |  |  |  |  |  |  |  |  |  |  |  |  |  |  |  |  |  |  |  |  |  |  |  |  |  |  |  |  |  |  |  |  |  |  |  |  |  |  |  |  |  |  |  |  |  |  |  |  |  |
|  |  |                                                                                   |                                                                                   |                                                                                   |                                                                                   | | | | | | | | | | |  |  | | | | | | |  |  | | | | | | |  |  |                                                                                             |                                                                                             |                                                                                             |                                                                                             |                                                                                             |                                                                                             | III. Roger (1175-1193), Szicília királya (társuralkodó az apja mellett): 1189-1193, V. Roger, Puglia és Calabria hercege: 1189-1193, Roger, Lecce grófja (az apja mellett): 1189-1193 | III. Roger (1175-1193), Szicília királya (társuralkodó az apja mellett): 1189-1193, V. Roger, Puglia és Calabria hercege: 1189-1193, Roger, Lecce grófja (az apja mellett): 1189-1193 | III. Roger (1175-1193), Szicília királya (társuralkodó az apja mellett): 1189-1193, V. Roger, Puglia és Calabria hercege: 1189-1193, Roger, Lecce grófja (az apja mellett): 1189-1193 | III. Roger (1175-1193), Szicília királya (társuralkodó az apja mellett): 1189-1193, V. Roger, Puglia és Calabria hercege: 1189-1193, Roger, Lecce grófja (az apja mellett): 1189-1193 | III. Roger (1175-1193), Szicília királya (társuralkodó az apja mellett): 1189-1193, V. Roger, Puglia és Calabria hercege: 1189-1193, Roger, Lecce grófja (az apja mellett): 1189-1193 | III. Roger (1175-1193), Szicília királya (társuralkodó az apja mellett): 1189-1193, V. Roger, Puglia és Calabria hercege: 1189-1193, Roger, Lecce grófja (az apja mellett): 1189-1193 | | | III. Vilmos (1185-1198?), Szicília királya: 1194 (trónfosztva, fogságban halt meg), III. Vilmos, Taranto hercege: 1194 (hercegségtől megfosztva), Vilmos, Lecce grófja: 1194 (grófságtól megfosztva) | III. Vilmos (1185-1198?), Szicília királya: 1194 (trónfosztva, fogságban halt meg), III. Vilmos, Taranto hercege: 1194 (hercegségtől megfosztva), Vilmos, Lecce grófja: 1194 (grófságtól megfosztva) | III. Vilmos (1185-1198?), Szicília királya: 1194 (trónfosztva, fogságban halt meg), III. Vilmos, Taranto hercege: 1194 (hercegségtől megfosztva), Vilmos, Lecce grófja: 1194 (grófságtól megfosztva) | III. Vilmos (1185-1198?), Szicília királya: 1194 (trónfosztva, fogságban halt meg), III. Vilmos, Taranto hercege: 1194 (hercegségtől megfosztva), Vilmos, Lecce grófja: 1194 (grófságtól megfosztva) | III. Vilmos (1185-1198?), Szicília királya: 1194 (trónfosztva, fogságban halt meg), III. Vilmos, Taranto hercege: 1194 (hercegségtől megfosztva), Vilmos, Lecce grófja: 1194 (grófságtól megfosztva) | III. Vilmos (1185-1198?), Szicília királya: 1194 (trónfosztva, fogságban halt meg), III. Vilmos, Taranto hercege: 1194 (hercegségtől megfosztva), Vilmos, Lecce grófja: 1194 (grófságtól megfosztva) |                                                                |                                                                |                                                                |                                                                |                                               |                                               |                                                                                             |                                                                                             |                                                                                             |                                                                                             | | | | | Bohemund (1176?, 1181?-1181?), Puglia és Calabria hercege: 1181 | Bohemund (1176?, 1181?-1181?), Puglia és Calabria hercege: 1181 | Bohemund (1176?, 1181?-1181?), Puglia és Calabria hercege: 1181 | Bohemund (1176?, 1181?-1181?), Puglia és Calabria hercege: 1181 | Bohemund (1176?, 1181?-1181?), Puglia és Calabria hercege: 1181 | Bohemund (1176?, 1181?-1181?), Puglia és Calabria hercege: 1181 |  |  |                                                                               |                                                                               |                                                                               |                                                                               |                                                                               |                                                                               |  |  | | | | | | |  |  |                                                       |                                                       |                                                       |                                                       |                                                       |                                                       |  |  |  |  |  |  |  |  |  |  |  |  |  |  |  |  |  |  |  |  |  |  |  |  |  |  |  |  |  |  |  |  |  |  |  |  |  |  |  |  |  |  |  |  |  |  |  |  |  |  |  |  |  |  |